# كيت ريتشاردسون
كيت ريتشاردسون (بالإنجليزية: Kate Richardson) هي لاعبة جمباز فني أمريكية، ولدت في 27 يونيو 1984 في فانكوفر في كندا.

## وصلات خارجية
- كيت ريتشاردسون على موقع الاتحاد الدولي للجمباز (biography) (الإنجليزية)
- كيت ريتشاردسون على موقع أوليمبيديا (الإنجليزية)
- كيت ريتشاردسون على موقع اللجنة الأولمبية الكندية (الإنجليزية)
- كيت ريتشاردسون على موقع اتحاد ألعاب الكومنولث (مؤرشف) (الإنجليزية)